# Vicente López Tovar
Vicente López Tovar (Madrid, 1909 - Tolosa de Llenguadoc, 1998) va ser un militar, polític i guerriller antifranquista. Va participar activament en la Guerra Civil espanyola i més tard en la Segona Guerra Mundial, destacant-se en la resistència anti-nazi.

## Primers anys
Fill d'una dama de la burgesia de Burgos i d'un senyor de Manises, en la seva infància i joventut va viure successivament a l'Argentina (on va morir el seu pare), València, Madrid i Barcelona, on es va formar i va treballar com a fotògraf. En 1932 va desertar del servei militar, encara que finalment va aprendre instrucció a Montjuïc. Va viatjar a Madrid de nou i en horari no laboral emprava el temps lliure a vendre el periòdic Mundo Obrero, activitat que li va suposar ser atacat i ferit per falangistes al febrer de 1936. Al juliol del mateix any va ser un dels participants en l'assalt al centre principal de la revolta que va donar origen a la Guerra Civil a Madrid, l'assalt al Cuartel de la Montaña.

## Guerra Civil espanyola
Membre del Partit Comunista (PCE) des de les eleccions generals de 1936 que van donar el triomf al Front Popular. Durant la Guerra Civil es va formar en el Cinquè Regiment de l'Exèrcit Popular Republicà. Va ser successivament tinent i capità de la 2a Companyia del Batalló Thaelman, lluitant com a comandant del Batalló de Ferro en el setge a l'Alcàsser de Toledo contra Moscardó, i a Guadarrama, Navacerrada i Somosierra. Ferit per un impacte d'obús ja en el front de l'Ebre, una vegada recuperat va comandar el 4º Batalló de la 18a Brigada Mixta, posteriorment la 42a Divisió i va estar al comandament de la 46a Divisió des de principis d'octubre de 1938 fins al 17 de gener de 1939 (substituint a El Camperol) amb la qual va participar en la batalla de l'Ebre i, més tard, en la Retirada de Catalunya, fins a ser rellevat per Rodolfo Bosch Pearson, major de Milícies.
Entre el 9 i 10 de febrer de 1939 es va veure obligat a passar els Pirineus, en companyia del general Modest, però vuit dies més tard va tornar a Espanya sota les ordres de Juan Negrín. Es va unir a la 53a Brigada Mixta per apuntalar la resistència de Madrid en oposició al lliurament de la ciutat sense resistència.

## Segona Guerra mundial
Acabada la guerra, va tornar a França el 7 de març de 1939 on va ser pensionat amb 1 000 francs pel SERE durant un temps. Exiliat en aquest país es va establir a Gaillac, va contactar amb el diputat del PCF Gabriel Péri i amb Marcel Clouet, i va treballar com a fotògraf fins a fugir després de ser avisat per Maurice Espitallier de l'ocupació nazi de Tolosa de Llenguadoc al novembre de 1942 i estar en cerca per part de la Gestapo.
Emboscat prop de Foix, va participar sota el nom de Fernand en la creació d'una empresa de carbó de llenya com a tapadora per a la concentració i ensinistrament de guerrillers. Més tard va fundar la 3a Brigada de Guerrillers Espanyols que es va integrar a la *Main de Oeuvre Immigrée (MOI) (Mà d'Obra Immigrant), organització del Partit Comunista Francès que enquadrava el maqui estranger després de l'ocupació nazi de França.
Durant la Segona Guerra Mundial va aconseguir el grau de coronel (conegut com a Coronel Albert), cap de la XV Divisió de l'Agrupació de Guerrillers Espanyols i comandant de les sis Brigades de la 4a Divisió de la AGE. A partir de 1944 es va distingir en diversos actes amb la Resistència francesa entre els quals destaquen el sabotatges del tràfic ferroviari de la Dordonya, Lot i Corresa, l'incendi de la destil·leria «Got» i diverses emboscades als soldats alemanys a Senac o Chavenet entre molts. Va mantenir contactes amb l'Estat Major gaullista a Londres gràcies a André Malraux, àlies Coronel Berger.
Desmobilitzat el 31 de març de 1945, va ser nomenat cavaller de la Legió d'Honor pel Govern francès presidit per Georges Bidault, així com va ser guardonat amb la Creu de Guerra i la Medalla de la Resistència.

## Invasió de la Vall d'Aran
Degut al seu prestigi, l'octubre de 1944 fou encarregat de dirigir la invasió de la Vall d'Aran amb la creació de la Divisió 204a, formada per 12 brigades. L'expedició fou un fracàs i el 25 d'octubre de 1944 ordenà tornar a França. La direcció del PCE va culpar del fracàs a ell, a Jesús Monzón i a Emílio Álvarez Canosa. Per aquest motiu foren marginats del partit.

## Guerrilla i exili
Entre 1945 i 1947 es va dedicar a formar guerrillers sota les ordres de dirigents del PCE en una escola creada a la Muntanya de Cagire, a Jusèth d'Aisaut, zona francesa molt propera a la Vall d'Aran. Entre 1946 i 1948 va ser cofundador de l'Hospital Varsòvia a Tolosa de Llenguadoc i va malviure a la ciutat com a supervisor del Enterprise Forestier i com a fotògraf per carrers i fires però va ser especialment popular pel seu treball en noces. Després de viure en diverses poblacions franceses com Levinhac, Lesat o Mondonvila, al setembre de 1950 va sofrir la persecució a que es van veure sotmesos 196 excomandants dels GE acusats de presumptes quintacolumnistes.
En 1963, juntament amb els ex militars republicans Juan Perea Capulino i José del Barri Navarro, va fundar un nou moviment republicà anomenat Moviment per la III República a l'Algèria independent, figurant com a vicepresident de l'Estat Major Central en el Consell de Govern. Uns anys més tard, a 1971, va impulsar un amical amb el suport, entre d'altres, de l'antic brigadista Ilario Plinio o Antonio Cervera, associació destinada a restaurar el camp d'internament de Vernet d'Arièja totalment abandonat després de finalitzar la guerra i en el qual es troben enterrats 95 brigadistes i 58 espanyols.
Fins a la mort de Franco no va poder tornar a Espanya però, després d'algun viatge i la decepció per no proclamar-se al país la III República, va acabar instal·lant-se definitivament a la ciutat francesa de Tolosa de Llenguadoc, on en 1976 fundà l'Associació d'Antics Combatents de la República Espanyola, l'Associació d'Antics Guerrillers Espanyols i, en 1984, va ser elegit president d'honor al costat d'Aniceto Martínez de la AAFTP 4 Règim Soleil.
Té un carrer dedicat a Tolosa de Llenguadoc.